# Antonio Ligabue
Antonio Ligabue (* 18. Dezember – nach anderen Angaben am 12. Dezember – 1899 in Zürich, Schweiz; † 27. Mai 1965 in Gualtieri, Italien) war ein italienischer Künstler.

## Leben
Antonio Ligabue wurde 1899 in Zürich geboren. Die Umstände von Kindheit und Jugend liegen, wie vieles in seiner Biographie, im Dunkeln. Seine Mutter, Maria Elisabetta Costa, ein in die Schweiz ausgewandertes Hausmädchen aus Cencenighe Agordino (Provinz Belluno), starb früh. Der Vater ist unbekannt. Ligabue kam in verschiedene Pflegefamilien, unter anderem in St. Gallen, dann in das Waisenhaus von Marbach, woraus er mit 15 Jahren wegen schlechter Führung gewiesen wurde. Mit 18 Jahren wurde er wegen Verhaltensauffälligkeiten in die psychiatrische Anstalt St. Pirminsberg in Pfäfers zwangsinterniert, zwei Jahre später wies man ihn – zuletzt in Romanshorn wohnend – wegen Landstreicherei und Kleinkriminalität aus der Schweiz aus.
Am 19. August 1919 wurde er gegen seinen Willen nach Gualtieri gebracht, wo der erste Mann seiner Mutter, Bonfiglio Laccabue, lebte. Zu dieser Zeit sprach er nur Schweizerdeutsch, kein Italienisch. Zeitlebens lehnte Ligabue den Stiefvater ab und nannte sich, um sich von dem ihm zugewiesenen Familiennamen Laccabue zu distanzieren, Ligabue. Er wurde im kleinen Ort zum beargwöhnten Außenseiter und Sonderling, wohnte jahrelang einsam wie ein Wilder in einer mit eigenen Lehmskulpturen vollgestopften Hütte im Wald am Po-Ufer. Sein plastisches und zeichnerisches Talent setzte er als Plakatmaler für gastierende Schausteller ein, ansonsten verdiente er sich den Lebensunterhalt als verspotteter Tagelöhner und Straßenbauarbeiter.

### Entdeckung durch Marino Mazzacurati
Der damals in Gualtieri lebende Maler Marino Mazzacurati (1907–1969), einer der Gründer der Scuola Romana, suchte Ligabue in seiner Hütte auf und gewährte ihm Zugang zu seinem Atelier. Neidlos anerkannte er das ursprüngliche und unverfälschte Talent Ligabues. Dieser lernte schnell den Umgang mit Ölfarben und andere Techniken, überwarf sich aber bald mit Mazzacurati. Die beiden versöhnten sich zwar wieder, doch gingen sie von nun an getrennte Wege, wobei Mazzacurati den offensichtlich psychisch angeschlagenen, sich selbst mit Steinen schlagenden und von Verzweiflungs- und paranoiden Anfällen gequälten Ligabue aus der Ferne unterstützte. Während der Kriegsjahre war Ligabue zeitweilig in psychiatrischen Anstalten untergebracht. Um sich von seiner Umwelt zu unterscheiden, benutzte er ein für andere nur teilweise verständliches Mischidiom aus Deutsch und Italienisch. Das fiel den deutschen Besatzern auf, und er wurde als Übersetzer für die Wehrmacht zwangsverpflichtet, was seiner Beliebtheit im Gualtieri der Nachkriegszeit nicht förderlich war.
1961 hatte Ligabue die erste eigene Ausstellung in Rom, die ihn schlagartig über die Grenzen Italiens berühmt machte. Er konnte mit dem jetzt reichlich fließenden Geld jedoch nicht umgehen, weiterhin beschimpfte und verdächtigte der einsam Gebliebene seine Umgebung, ihm Böses zu wollen. Er starb am 27. Mai 1965 im Armenhaus von Gualtieri, während gleichzeitig eine Ausstellung seiner Bilder in Reggio Emilia stattfand. Seitdem etablierte sich sein Ruf als einer der bedeutendsten italienischen Künstler der „Art brut“.

## Ligabues Kunststil
Den Stil Ligabues könnte man als eine Mischung von Henri Rousseau, Vincent van Gogh und dem Expressionismus beschreiben. Gleichwohl trifft die Auffassung, es handle sich um „Naive Malerei“, nicht zu, dazu fehlt ihr die evozierte Idylle. Bildthemen sind weitgehend Natur- und Jagdszenen, Beute reißende Tiger, bisweilen Landschafts- und Ortsbilder der Po-Ebene um Gualtieri. Auffällig ist die große Zahl von Selbstbildnissen aus immer derselben Perspektive. Ligabue stellt sich oft mit einer Stubenfliege im Gesicht oder auf der Schläfe dar: ein Verweis darauf, dass er sich selbst bewusst war, etwas außerhalb des „Normalen“ zu stehen. Es wird überliefert, dass er sich immer wieder mit Steinen auf eine Stelle an seinem Kopf schlug, wo „die bösen Gedanken“ waren. Diese Wunde ist häufig auf seinen Selbstporträts zu sehen.
In der Stadt Gualtieri wurde ein Museum mit Bildern aus dem Nachlass Ligabues eröffnet. 

## Film und Fernsehen
- Ligabue (1977) – Fernsehmehrteiler von Salvatore Nocita mit Flavio Bucci in der Titelrolle
- Volevo nascondermi (2020) – Kinofilm von Giorgio Diritti mit Elio Germano und Oliver Ewy